# Um Milionário em Apuros
Um Milionário em Apuros  (King's Ransom) é um filme de comédia de 2005, dirigido por Jeffrey W. Byrd e escrito por Wayne Conley, autor de Kenan & Kel. Foi orçado em 4.008.527 dólares.

## Enredo
Anderson (Malcolm King) é um rico, empresário, egoísta detestável que está prestes a se divorciar de sua esposa Renee (Smith). Ela pretende arruiná-lo financeiramente durante o processo judicial, e o King está disposto a fazer qualquer coisa para proteger sua fortuna. Ele pede sua amante, Peaches (Regina Hall), e seu irmão, Herb (Murphy), para encenar um seqüestro simulado. Eles estão a fazer e receber um pedido de resgate enorme, que iria manter o dinheiro seguro de sua esposa. Mas nem tudo sai como esperado.

## Elenco
| Ator              | Papel                  |
| ----------------- | ---------------------- |
| Anthony Anderson  | Malcolm King           |
| Jay Mohr          | Corey                  |
| Kellita Smith     | Renee King             |
| Nicole Ari Parker | Angela Drake           |
| Regina Hall       | Peaches Clarke         |
| Loretta Devine    | Miss Gladys            |
| Donald Faison     | Andre                  |
| Leila Arcieri     | Kim Baker              |
| Charles Q. Murphy | Herb Clarke            |
| Brooke D'Orsay    | Brooke Mayo            |
| Jackie Burroughs  | Grandma                |
| Lisa Marcos       | Raven                  |
| Roger R. Cross    | Byron                  |
| Millie Tresierra  | Mulher                 |
| Robert Smith      | David                  |
| Brenda Crichlow   | Anita                  |
| Carrie Colak      | Lori                   |
| Lila Yee          | Miss Ho                |
| Nicolas Wright    | Timmy                  |
| Kwasi Songui      | Ronald                 |
| Mutsumi Takahashi | Chicago Newscaster     |
| Lawrence Dane     | Oficial Holland        |
| Glenn Bang        | Peking Palace Employee |

## Recepção
O Metacritic, que usa uma média ponderada, atribuiu ao filme uma pontuação de 11 em 100, baseado em 30 críticos, indicando "antipatia esmagadora".